# São Sebastião do Rio Verde
São Sebastião do Rio Verde is een gemeente in de Braziliaanse deelstaat Minas Gerais. De gemeente telt 2.292 inwoners (schatting 2009).

## Aangrenzende gemeenten
De gemeente grenst aan Carmo de Minas, Dom Viçoso, Itanhandu, Pouso Alto, São Lourenço en Virgínia.